# متدثرية
المتدثرية (الاسم العلمي: Chlamydiaceae) هي فصيلة من البكتيريا تتبع رتبة المتدثريات من طائفة المتدثرات.

## أجناس
- المتدثرة